# Calamophis jobiensis
Calamophis jobiensis es una especie de serpiente de la familia Homalopsidae.

## Distribución geográfica yhábitat
Es endémica de la isla Yapen (Indonesia).